# Henry Delanney
Henri Delanney, né le 1er octobre 1886 à Mons et mort le 13 janvier 1958  à Mons est un politicien libéral belge.
Il épousa Madeleine Ledoux, fille du docteur Ledoux et petite fille de Jean Baptiste Ledoux maieur de Jumet durant 36 ans et conseiller provincial durant de nombreuses années.
Il a eu deux filles Claire (1925-2006) et Annie (1928- )

## Biographie
Il succède à son père le notaire Emile Delanney en 1919 et prit sa retraite en 1957. Il fut échevin de l'instruction publique à Mons et sénateur de 1944 à 1946.
Juriste, il écrivit plusieurs ouvrages.Il a voyagé dans le monde entier et légua 3000 clichés remarquables en verre  au musée de la photographie de Charleroi.
Il a tenu un journal de guerre 1914-1918 ainsi que 1940-1945 .Agnostique d'une très grande probité. Libéral convaincu.
Membre fondateur et past président du Rotary club de Mons. Membre fondateur du Royal golf club de Mons.
L’université de Mons possède un fonds Henri Delanney, composé principalement de littérature française et anglaise.

## Source
- Paul Van Molle, Het Belgisch Parlement, 1894-1972, Anvers, 1972.